# Mussum, o Filmis
Mussum, o Filmis é um filme de drama biográfico brasileiro de 2023 dirigido por Silvio Guindane, roteirizado por Paulo Cursino e estrelado por Aílton Graça como o comediante e músico Mussum. O elenco também inclui Yuri Marçal, Vanderlei Bernardino, Cacau Protásio, Neusa Borges e Gero Camilo. A trama gira em torno da infância, início da carreira e ascensão do comediante, retratando as dificuldades que passou para se consolidar na arte.
Mussum estreou no 51º Festival de Cinema de Gramado, em 20 de agosto de 2023, onde saiu-se como o grande vencedor da edição levando os prêmios de melhor filme, melhor ator para Ailton Graça, melhor atriz coadjuvante para Neusa Borges, melhor ator coadjuvante para Yuri Marçal, melhor trilha musical e melhor filme pelo júri popular, além de uma menção honrosa. Foi lançado nos cinemas do Brasil em 2 de novembro de 2023 pela Downtown Filmes e Paris Filmes.

## Enredo
Baseado no livro "Mussum – uma história de Humor e Samba" de Juliano Barreto, o enredo se desdobra em três etapas distintas. Na primeira fase, somos apresentados à infância de Antônio Carlos Bernardes Gomes, antes conhecido como Carlinhos (Thawan Lucas Bandeira), vivendo em condições modestas ao lado de sua mãe, Dona Malvina (Cacau Protásio). Mesmo na juventude, Carlinhos já demonstrava um talento natural para a música, embora sua mãe desaprovasse, pois ele sonhava em ser jogador de futebol.
A segunda parte acompanha Carlinhos na fase adulta (Yuri Marçal), enquanto ele seguia carreira na Aeronáutica e simultaneamente iniciava suas performances noturnas com o grupo "Os Originais do Samba", mantendo isso em segredo de sua família. Nesse período, ele conhece sua primeira esposa, Nely (Jeniffer Dias), e começa a formar sua própria família.
Na terceira e última fase, já como Carlinhos (Aílton Graça), ele ganha destaque em suas aparições na televisão. Durante uma dessas apresentações, ele conhece Grande Otelo (Nando Cunha), que o apelida de "Mussum", alcunha que o tornaria reconhecido em todo o Brasil.

## Elenco
- Aílton Graça como Mussum
  - Yuri Marçal como Carlinhos/Mussum (jovem)
  - Thawan Lucas como Carlinhos/Mussum (criança)
- Neusa Borges como Dona Malvina Bernardes Gomes
  - Cacau Protásio como Malvina (jovem)
- Cinara Leal como Neila da Costa Bernardes Gomes
- Luiza Rosa como Nancy Bernardes Gomes
- Késia Estácio como Leny Castro dos Santos
  - Jeniffer Dias como Leny (jovem)
- Édio Nunes como Bigode
  - Ângelo Fernandes como Bigode (jovem)
- Vanderlei Bernardino como Chico Anysio
- Gero Camilo como Renato Aragão
- Felipe Rocha como Dedé Santana
- Gustavo Nader como Zacarias
- Eduardo Lago como Carlos Machado
- Stephan Nercessian como Diógenes
- Nando Cunha como Grande Otelo
- Larissa Luz como Elza Soares
- Clarice Paixão como Alcione
- Augusto Madeira como Boni
- Paulo Mathias Jr. como Maurício Sherman
- Ícaro Silva como Jorge Ben Jor
- Flávio Bauraqui como Cartola
- Christiano Torreão como Sargento Pincel
- Mary Sheila como Tia Alaíde
- Alan Rocha como Rubão
  - Hugo Germano como Rubão (jovem)
- Lelé como Bidi
  - Kadu Costa como Bidi (jovem)
- Udylê Procópio como Chiquinho
  - Ângelo Emmanuel como Chiquinho (jovem)
- Deiwis Jamaica como Lelei
  - Reinaldo Júnior como Lelei (jovem)
- Wilson Simoninha como Garrincha
- Antônio Gonzalez como Wilton Franco
- Remo Rocha como Major Silva Lima
- Mussunzinho como Nilton da Mangueira
- Edmilson Barros e Gillray Coutinho como atores dos esquetes d'Os Trapalhões
- Marcelo Picchi como médico no esquete
- Sérgio Loroza como sambista do morro

## Produção

### Concepção

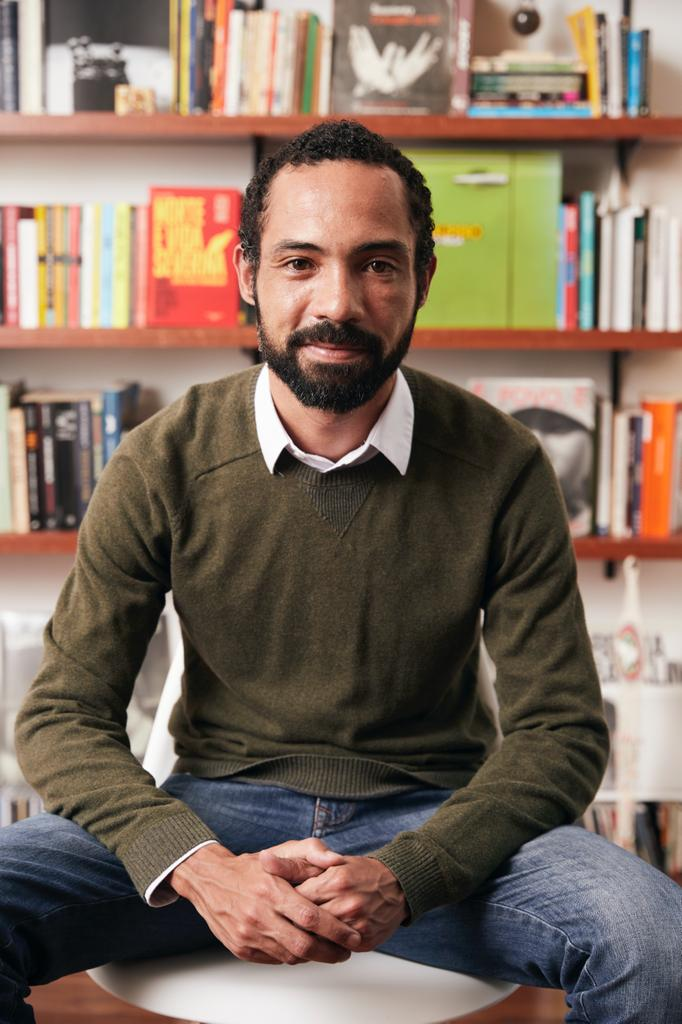
O filme é o primeiro trabalho de Silvio Guindane da direção.

De acordo com Silvio Guindane, o filme procura transcender uma mera biografia e se firmar como um enredo que ecoa na vida de milhões de brasileiros. Desde os desafios iniciais na escola de brancos, com a mãe incentivando o filho a se destacar e ser o melhor, enfatizando que ele não é inferior a ninguém. Do músico e comediante consagrado que se direciona às crianças participantes do projeto Mangueira do Futuro, encorajando-os a persistir em seus sonhos, ressaltando que são capazes de conquistar tudo. Utilizando o mantra de dona Malvina, ele repete: "Ninguém pode apagar o sonho de vocês. Vocês podem tudis. Porque burro preto tá cheio por aí. Mas preto burro não dá".
Além disso, Guindane enfrenta o desafio paradoxal de contar uma história que não é exatamente nova para algumas gerações. O filme se baseia no livro "Mussum – uma História de Humor e Samba", de Juliano Barreto, que também está vinculado ao roteiro. O diretor reúne um elenco majoritariamente negro para compartilhar uma história que atrai tanto quem já a conhece quanto quem a descobre agora. O filme aborda temas como a valorização da família, a busca por conhecimento como ferramenta de escolha e poder no trabalho e na vida, e a luta contra preconceitos.
Foram necessários sete anos de trabalho para levar Mussum, o Filmis às telas. O filme resgata toda a trajetória que levou o garoto de Cachoeirinha para a escola, Mangueira, o trabalho como ajustador mecânico, passando pela Aeronáutica, Os Originais do Samba, a televisão e sua eternidade. Tudo isso em uma época em que piadas hoje inaceitáveis eram comuns em programas de humor.

### Desenvolvimento
O filme teve inicialmente como diretor o produtor Roberto Santucci da Panorama Filmes. No entanto, Guindane foi contatado por Santucci, que o incentivou a assumir a direção por possuir uma perspectiva mais íntima da história. Com Ailton Graça já confirmado como protagonista, Guindane completou o elenco com figuras importantes, como Neusa Borges e Cacau Protásio nos papéis da mãe do comediante em diferentes fases, Gero Camilo como Renato Aragão e Yuri Marçal como a versão jovem de Antônio Carlos antes da fama. As primeiras fotos de estúdio demonstraram uma notável semelhança entre Ailton Graça e Mussum. Guindane destaca que houve intensos ensaios para que Graça incorporasse verdadeiramente o espírito de Mussum, o que se refletiu naturalmente em gestos e diálogos durante a filmagem.
Em fevereiro de 2022 foram iniciadas as gravações do longa Aílton Graça, Cacau Protásio, Neusa Borges, Yuri Marçal e Thawan Lucas confirmados no elenco. Em entrevista, Ailton Graça descreve a atmosfera animada nos bastidores da produção do filme. Desde as manhãs, a sala de maquiagem se tornava um ambiente de alegria com batuques e cantos de samba. No fim do dia, ao encerrar as filmagens, a celebração se intensificava, como uma homenagem ao próprio Mussum, imprimindo uma sensação de sua presença no processo. A forte conexão entre o elenco deu origem ao grupo "Mumu Sambis", com planos futuros de gravações e shows. A referência ao "ele" feita pelo ator é claramente uma reverência a Mussum, o carismático e querido ícone da televisão, reconhecido por sua atuação como membro dos Trapalhões.

### Título do filme
Assim como boa parte do legado deixado pelo ator e comediante, o título bem-humorado do filme é uma referência aos famosos trocadilhos de Mussum, os quais ainda são lembrados e celebrados até os dias de hoje. A cerveja especial "Cacildis", criada por Sandro Gomes em homenagem ao seu pai, carrega essa mesma assinatura marcante. Segundo Guindane, ao mencionar que iria dirigir o filme sobre Mussum, a reação inicial das pessoas era sempre de risos, algo natural dado o tom humorístico. No entanto, o diretor destaca que o que o atraiu no projeto foi a oportunidade de explorar as múltiplas facetas da vida de um homem complexo. Mussum nasceu em meio a desafios, sendo negro e de origem humilde, mas demonstrou coragem ao recusar limitações aos seus sonhos. Cresceu em uma favela com um pai ausente, frequentou um colégio público interno, ensinou sua própria mãe a ler e, mesmo servindo na Aeronáutica, buscava sua verdadeira paixão pulando o muro do quartel: o samba e a Mangueira.

## Lançamento
A première do filme ocorreu em agosto de 2023 no 51º Festival de Cinema de Gramado. O filme teve exibições de gala durante o Festival do Rio, Mostra Internacional de Cinema de São Paulo e em um evento em Belo Horizonte, além de uma exibição aberta ao público na quadra da escola de samba Mangueira. Em 1° de novembro, o filme teve uma sessão de pré-estreia nacional no 5° Santos Festival Geek, no Teatro do Sesc Santos. A estreia nos cinemas ocorreu em 2 de novembro de 2023 com distribuição das produtoras Downtown Filmes e Paris Filmes.

## Recepção

### Bilheteria
Mussum, O Filmis obteve sucesso em seu desempenho comercial. Com ampla distribuição em mais de 1 180 salas de cinema pelo país, o filme alcançou o feito de ser uma das produções nacionais mais assistidas no ano de 2023. De acordo com dados da Ancine, o filme foi assistido por 214 275 espectadores, gerando uma receita de R$ 4 216 504,05.

### Resposta da crítica

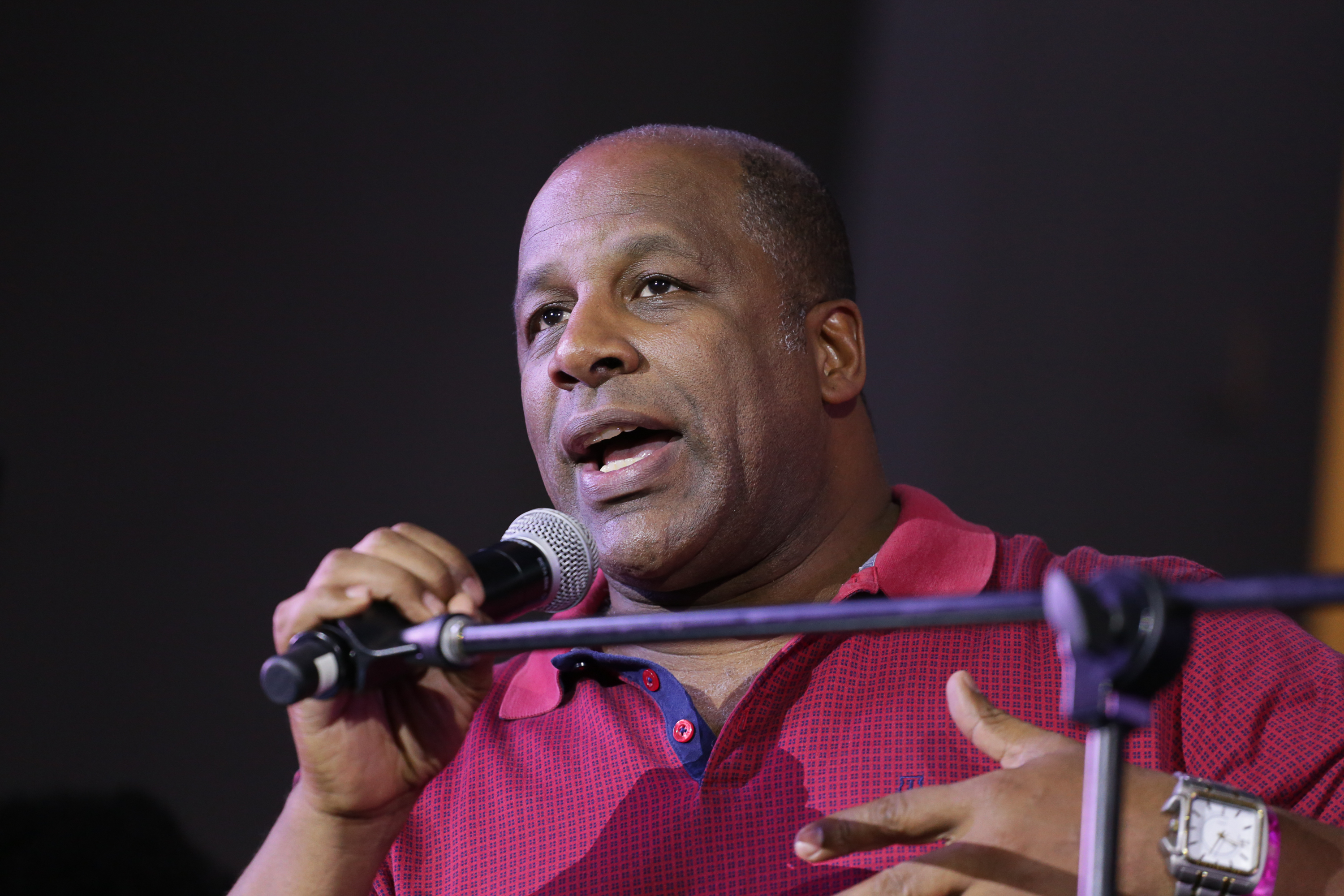
A performance de Ailton Graça no papel-título foi destacada por diversos críticos como o ponto forte do filme.

O filme foi recebido com avaliações mistas e positivas. Para o G1, Célio Silva escreveu positivamente a respeito da obra, o qual considera que o filme consegue divertir e emocionar em seu desenvolvimento. Silva elogiou o trabalho de estreia na direção de Silvio Guindane, escrevendo que: "Em sua estreia como diretor, Guindane mostra desenvoltura nos momentos mais cômicos e nos mais dramáticos, como se já fosse um diretor veterano". O crítico ainda escreveu que a obra se destaca principalmente pelo seu elenco, com Ailton Graça brilhando ao interpretar o primeiro papel principal de sua carreira. Sua atuação é descrita como uma das melhores até o momento, chegando a incorporar o cantor e comediante de forma quase indistinguível. Ele demonstra habilidade excepcional em fazer as pessoas rirem, superando suas atuações anteriores em outras comédias. Essa interpretação homenageia a memória e o legado deixado por Mussum após sua morte em 1994.
Além de Graça, as performances de Cacau Protásio e Neusa Borges, representando a mãe de Mussum em fases distintas, são elogiadas. Protásio revela sua capacidade em cenas dramáticas, enquanto Borges repete a parceria bem-sucedida com Ailton Graça, reconhecida em premiações como os Kikitos de Melhor Ator e Melhor Atriz Coadjuvante no Festival de Gramado. O sucesso do filme em grande parte se deve ao desempenho do elenco, especialmente de Ailton Graça, que garante um impacto significativo na narrativa. Roberto Sadovski, para o Splash, também elogia o desempenho dos atores dizendo que o "elenco impecável de Mussum impede que o filme estacione no lugar-comum".
Frederico Franco, ao website Plano Crítico, escreveu que o filme é uma emocionante jornada que explora a vida de Antônio Carlos ao mesmo tempo em que delineia a formação da persona de Mussum. Guindane não só provoca em nós risos autênticos e lágrimas emocionadas, mas também revela como os desafios enfrentados ao longo da vida não somente moldaram a pessoa que era Antônio, mas também contribuíram para a construção da identidade do personagem Mussum. A obra ilustra como a vida e a arte se entrelaçam, muitas vezes de maneira sutil e imperceptível. As escapadas do jovem Antônio Carlos para os sambas de esquina mostram o quanto essas experiências foram cruciais, e deixam a reflexão sobre o que seria dele caso não as tivesse vivido.

## Prêmios e indicações
| Lista de prêmios                   | Lista de prêmios                       | Lista de prêmios                                                          | Lista de prêmios |
| Associação(ões)                    | Categoria(s)                           | Recipiente(s)                                                             | Resultado        |
| ---------------------------------- | -------------------------------------- | ------------------------------------------------------------------------- | ---------------- |
| Festival de Cinema de Gramado      | Melhor Longa-Metragem – Voto Júri      | Mussum, o Filmis                                                          | Venceu           |
| Festival de Cinema de Gramado      | Melhor Longa-Metragem – Voto Popular   | Mussum, o Filmis                                                          | Venceu           |
| Festival de Cinema de Gramado      | Melhor Ator                            | Aílton Graça                                                              | Venceu           |
| Festival de Cinema de Gramado      | Melhor Ator Coadjuvante                | Yuri Marçal                                                               | Venceu           |
| Festival de Cinema de Gramado      | Melhor Atriz Coadjuvante               | Neusa Borges                                                              | Venceu           |
| Festival de Cinema de Gramado      | Melhor Trilha Musical                  | Max de Castro                                                             | Venceu           |
| Festival de Cinema de Gramado      | Melhor Caracterização – Menção Honrosa | Martin Macias Trujillo                                                    | Venceu           |
| Festival Sesc Melhores Filmes      | Melhor Filme Nacional                  | Mussum, o Filmis                                                          | Indicado         |
| Festival Sesc Melhores Filmes      | Melhor Ator Nacional – Voto Popular    | Aílton Graça                                                              | Venceu           |
| Festival Sesc Melhores Filmes      | Melhor Ator Nacional – Voto Júri       | Aílton Graça                                                              | Venceu           |
| Festival Sesc Melhores Filmes      | Melhor Ator Nacional – Voto Júri       | Yuri Marçal                                                               | Indicado         |
| Festival Sesc Melhores Filmes      | Melhor Atriz Nacional – Voto Júri      | Cacau Protásio                                                            | Indicada         |
| Festival Sesc Melhores Filmes      | Melhor Atriz Nacional – Voto Júri      | Neusa Borges                                                              | Indicada         |
| Prêmio ABC de Cinematografia       | Melhor Som em Longa-Metragem de Ficção | Evandro Lima, Rodrigo Noronha, Gustavo Loureiro, Acácia Lima e Tomás Alem | Venceu           |
| Prêmio ABC de Cinematografia       | Melhor Montagem Longa-Metragem Ficção  | André Simões                                                              | Indicado         |
| Splash Awards 2023                 | Melhor Filme Nacional                  | Mussum, o Filmis                                                          | Indicado         |
| Splash Awards 2023                 | Melhor Atuação em Filme Nacional       | Aílton Graça                                                              | Indicado         |
| Splash Awards 2024                 | Melhor Atuação em Filme Nacional       | Aílton Graça                                                              | Indicado         |
| Veja Rio - Cariocas do Ano         | Cinema                                 | Aílton Graça                                                              | Venceu           |
| Prêmio Potências                   | Ator do Ano                            | Aílton Graça                                                              | Indicado         |
| Prêmio Potências                   | Ator do Ano                            | Yuri Marçal                                                               | Indicado         |
| Prêmio Potências                   | Atriz do Ano                           | Neusa Borges                                                              | Indicada         |
| Prêmio ABRA de Roteiro             | Melhor Roteiro Adaptado                | Paulo Cursino                                                             | Indicado         |
| Grande Prêmio do Cinema Brasileiro | Melhor Filme                           | Mussum, o Filmis                                                          | Indicado         |
| Grande Prêmio do Cinema Brasileiro | Melhor Primeira Direção                | Silvio Guindane                                                           | Venceu           |
| Grande Prêmio do Cinema Brasileiro | Melhor Ator                            | Aílton Graça                                                              | Venceu           |
| Grande Prêmio do Cinema Brasileiro | Melhor Atriz Coadjuvante               | Cacau Protásio                                                            | Indicado         |
| Grande Prêmio do Cinema Brasileiro | Melhor Ator Coadjuvante                | Yuri Marçal                                                               | Indicado         |
| Grande Prêmio do Cinema Brasileiro | Melhor Direção de Fotografia           | Nonato Estrela                                                            | Indicado         |
| Grande Prêmio do Cinema Brasileiro | Melhor Roteiro Adaptado                | Paulo Cursino                                                             | Indicado         |
| Grande Prêmio do Cinema Brasileiro | Melhor Figurino                        | Cássio Brasil                                                             | Venceu           |
| Grande Prêmio do Cinema Brasileiro | Melhor Maquiagem                       | Martin Macias Trujillo e Mari Pin                                         | Venceu           |
| Grande Prêmio do Cinema Brasileiro | Melhor Efeitos Visuais                 | José Francisco Neto                                                       | Indicado         |
| Grande Prêmio do Cinema Brasileiro | Melhor Montagem                        | André Simões                                                              | Indicado         |
| Grande Prêmio do Cinema Brasileiro | Melhor Som                             | Evandro Lima, Rodrigo Noronha, Gustavo Loureiro, Acácia Lima e Tomás Alem | Indicado         |